# Amphisbaena hogei
Espèce
Synonymes
- Amphisbaena darwini hogei Vanzolini, 1950

Amphisbaena hogei est une espèce d'amphisbènes de la famille des Amphisbaenidae.

## Répartition
Cette espèce est endémique du Brésil. Elle se rencontre dans les États de São Paulo, du Paraná et de Santa Catarina.

## Étymologie
Cette espèce est nommée en l'honneur d'Alphonse Richard Hoge.

## Publication originale
- Vanzolini, 1950 : Contribuiçoes ao conhecimento dos lagartos Brasileiros da familia Amphisbaenidae Gray, 1825. I. Sobre uma nova subspecies insular de Amphisbaena darwinii D. and B., 1839. Papéis Avulsos do Departamento de Zoologia, Säo Paulo, vol. 9, p. 69-77.